# Blanca Portillo
Blanca Portillo Martínez de Velasco (Madrid, 15 giugno 1963) è un'attrice spagnola.

## Biografia
Blanca Portillo ha iniziato come attrice in diverse piccole produzioni teatrali prima di laurearsi alla Real Escuela Superior de Arte Dramático. Ha fatto il suo debutto cinematografico nel film Entre rojas del 1995. Dal 1996, per otto anni, recita nella popolare serie TV di Telecinco 7 vidas, nel ruolo di Carlota. È stata nominata per il premio Goya per il suo ruolo in El color de las nubes del 1997.
Nonostante il successo in TV e al cinema, non ha mai lasciato il teatro e ha partecipato a diverse opere teatrali sia come attrice che come regista. Nel 2003 si unì alla protesta contro la guerra in Iraq (No a la Guerra). Nel 2004 intraprende il progetto teatrale argentino La hija del aire tratto da un testo di Calderón de la Barca.
Pedro Almodóvar l'ha voluta nel ruolo di Agustina in Volver, del 2006. Nello stesso anno ha partecipato a L'ultimo inquisitore di Miloš Forman. Nel 2009 ha recitato ancora una volta diretta da Pedro Almodóvar, nel film Gli abbracci spezzati.

## Filmografia parziale

### Cinema
- Il cane dell'ortolano (El perro del hortelano), regia di Pilar Miró (1996)
- Tra le gambe (Entre las piernas), regia di Manuel Gómez Pereira (1999)
- Solo mia (Sólo mia), regia di Javier Balaguer (2004)
- Il destino di un guerriero (Alatriste), regia di Agustín Díaz Yanes (2006)
- L'ultimo inquisitore (Goya's Ghosts), regia di Miloš Forman (2006)
- Volver - Tornare (Volver), regia di Pedro Almodóvar (2006)
- Siete mesas de billar francés, regia di Gracia Querejeta (2007)
- Gli abbracci spezzati (Los abrazos rotos), regia di Pedro Almodóvar (2009)
- La fortuna della vita (La chispa de la vida), regia di Álex de la Iglesia (2011)
- Una donna chiamata Maixabel (Maixabel), regia di Icíar Bollaín (2021)

### Televisione
- Io ti troverò (Niños robados) - miniserie TV (2013)
- La Fortuna - miniserie TV (2021)
- Io so chi sei (Sé quién eres) - miniserie TV (2023)